# Мелодрама із замахом на вбивство (фільм, 1992)
«Мелодрама із замахом на вбивство» (рос. Мелодрама с покушением на убийство — український кінофільм 1992 року режисера Миколи Малецького. Знятий за повістю Вікторії Токарєвої «П'ять фігур на постаменті».

## Сюжет
Журналістка Тамара Малишева глибоко нещаслива в особистому житті з чоловіком алкоголіком Андрієм. Редакція відряджає Тамару в невеличке українське містечко розслідувати причини, що спонукали солдата, який прийшов з армії, вдарити сокирою свою тещу і отримати за це 11 років суворого режиму тюремного ув'язнення. Там вона знайомиться з Юрієм — людиною, яка «чекала її все життя» і в якого вона не озираючись закохується. Подальші події розвиваються неймовірним чином.

## В ролях
| Актор                    | Роль                         |
| ------------------------ | ---------------------------- |
| Ірина Метлицька          | Тамара Малишева, журналістка |
| Ніна Архипова            | мати Тамари                  |
| Альберт Філозов          | Олександр, чоловік Тамари    |
| Валерій Легін            | Юрій                         |
| Тетяна Рудіна            | подруга Тамари               |
| Віталій Лінецький        | Петро Довгань                |
| Майя Булгакова           | мати Петра                   |
| Йосип Найдук             | батько Петра                 |
| Юрій Крітенко            | лікар                        |
| Борислав Брондуков       |                              |
| Давид Бабаєв-Кальницький |                              |
| Сергій Газаров           |                              |
| Олег Коваленко           |                              |
| Людмила Лобза            |                              |
| Галина Довгозвяга        |                              |
| Олена Коваленко          |                              |
| Станіслав Малганов       |                              |
| Віктор Степаненко        |                              |
| Лідія Чащина             |                              |
| Сергій Ятченко           |                              |
| Альона Орленко           |                              |
| С. Стєпіна               |                              |
| Г. Огородник             |                              |

## Знімальна група
- Режисер-постановник: Микола Малецький
- Сценаристи: Максим Стишов, Микола Малецький
- Композитор: Вадим Храпачов
- Оператор-постановник: Ігор Бєляков
- Художник-постановник: Роман Адамович
- Режисер: Галина Горпинченко
- Оператор: Ю. Юровський
- Звукооператор: Богдан Міхневич
- Художник по костюмах: О. Стрілецька
- Художник по гриму: Ю. Клименко
- Художник-декоратор: Г. Назаренко
- Асистенти режисера: Л. Ванцовська, Л. Рубановський, О. Куріна
- Асистенти оператора: Р. Дзюба, В. Кульмінський
- Майстер-світлотехнік: Л. Шило
- Постановка світла: А. Кучаковська
- Адміністративна група: Т. Богач, О. Мартинова, Л. Марченко
- Режисер монтажу: Таїсія Кряченко
- Редактор: Юрій Морозов
- Директор картини: Віталій Петлеваний

## Нагороди
Спеціальний приз на Міжнародному телефестивалі в Пловдиві 1992 рік, Болгарія.